# 朴子轉運站
朴子轉運站是位於臺灣嘉義縣朴子市的公車捷運、市區公車、公路客運及國道客運轉運設施，為嘉義縣政府所規劃之轉運車站，目的為將原先朴子市行經的各家客運業者路線整合為一，以及調整山通路上舊嘉義客運朴子站大車出入而造成與私家車輛的動線衝突。此轉運站於2018年11月23日動工，施工2年多完工，於2020年6月15日試營運，同年7月1日正式啟用，目前委由嘉義客運經營，由業者派員進駐，形式上恢復嘉義客運朴子站的設置。
嘉義客運、嘉義縣公車處、新營客運、統聯客運共19條行經朴子市的路線，配合轉運站啟用，調整部分行駛路線及站點。

## 歷史

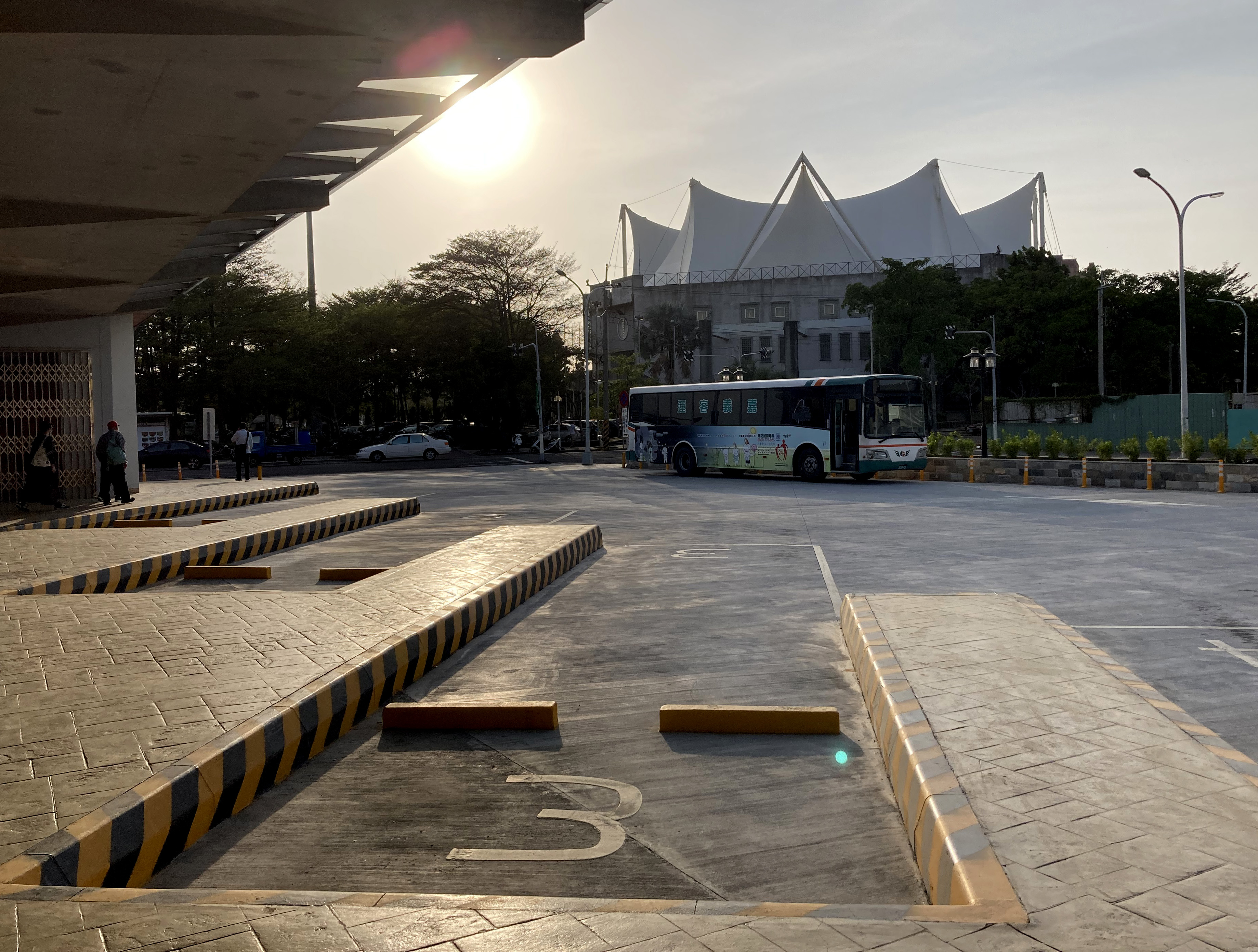
朴子轉運站月台

- 2020年6月15日，嘉義客運7211進駐轉運站。[1]
- 2020年7月1日，嘉義縣公車處進駐轉運站。
- 2020年7月1日，嘉義客運朴子站遷移至轉運站。[2]
- 2020年7月1日，阿里山客運168進駐轉運站。[3]
- 2020年7月1日，新營客運7407進駐轉運站。[4]
- 2020年7月1日，統聯客運朴子站遷移至轉運站公告。[5]
- 2021年3月25日，新營客運7407改制為大台南公車棕4線。
- 2021年4月20日，嘉義縣公車處新增179養嘉湖口幸福公車行經轉運站。
- 2022年1月16日，阿里山客運168停駛，退出停靠轉運站。

## 月台配置
| 月台編號 | 使用業者     | 使用路線                                                  | 路線備註                                            |
| 第1月台  | 嘉義客運     | 嘉義公車捷運 7211                                         | 往 高鐵嘉義站、嘉義火車站、嘉義公園                 |
| 第2月台  | 嘉義客運     | 7205、7206、7209、7225、7227~7228 7231、7233、7233A、7234 | 往 嘉義市區、布袋、塭港、北港、海埔地、港墘厝       |
| 第3月台  | 嘉義縣公車處 | 7324、7326、7327                                          | 往 嘉義市區、水上、六腳、過溝、布袋、雙溪口         |
| 第4月台  | 新營客運     | 棕4                                                       | 往 義竹、鹽水、新營                                 |
| 第5月台  | 統聯客運     | 1638、1639                                                | 往 台北、台中、布袋、東石                           |
| 第6月台  | 嘉義客運     | 幸福朴子1路、幸福朴子2路 幸福東石1路、幸福東石2路         | 往 樹林頭、朴子轉運站 往 洲仔村、東石漁人碼頭、四股 |
| 第7月台  |              |                                                           | 下客使用                                            |

## 行經路線詳細資料

### 嘉義縣公車處
- 7324 嘉義－朴子轉運站(經水上)
- 7327 嘉義－布袋
- 7326 嘉義－朴子轉運站(經雙溪口)

### 嘉義客運
- 7205 嘉義－朴子(經太保)
- 7206 嘉義－塭港
- 7209 嘉義－布袋(經朴子)
- 7211  嘉義公車捷運 朴子轉運站－高鐵嘉義站－臺鐵嘉義站－嘉義公園
- 7225 朴子轉運站－海埔地
- 7227 朴子轉運站－網寮
- 7228 朴子轉運站－港墘厝(經副濑)
- 7231 北港－朴子轉運站(經六腳)
- 7233 朴子轉運站－塭港
- 7234 朴子轉運站－布袋(經過溝)
- 幸福朴子1路 朴子轉運站－樹林頭
- 幸福朴子2路 朴子轉運站－朴子轉運站
- 幸福東石1路 朴子轉運站－東石漁人碼頭
- 幸福東石2路 朴子轉運站－四股

### 新營客運
- 棕4 新營－朴子轉運站

### 統聯客運
- 1638 臺北－朴子－東石
- 1639 臺北－布袋

## 進駐商店
未來新站會招標便利商店，提供完善服務。

## 轉運站周邊
- 嘉義縣立體育館
- 朴子市公立停車場
- 朴子週六夜市
- 公共自行車YouBike2.0：
  - 朴子轉運站：文明南路150號

## 外部連結
- 嘉義縣公共汽車管理處 （页面存档备份，存于）（繁體中文）
- 嘉義客運 （页面存档备份，存于）（繁體中文）
- 新營客運 （页面存档备份，存于）（繁體中文）
- 統聯客運 （页面存档备份，存于）（繁體中文）